# Liste der Naturdenkmale in Bad Emstal
Die Liste der Naturdenkmale in Bad Emstal nennt die auf dem Gebiet der Gemeinde Bad Emstal im Landkreis Kassel in Hessen gelegenen Naturdenkmale. Dies sind gegenwärtig Bäume an 13 Standorten sowie das Flächenhafte Naturdenkmal „Basaltkuppe Erzeberg“ bei Sand.

## Bäume
| Bild                          | Bezeichnung   | Ortsteil, Lage                            | Beschreibung | Art                | Nr.      |
| ----------------------------- | ------------- | ----------------------------------------- | --- | ------------------ | -------- |
| mehr Fotos \| Fotos hochladen | 3 Eichen      | Balhorn 51° 15′ 51,3″ N, 9° 13′ 22,3″ O   | Stieleiche ca. 1 km südwestlich des Ortsrandes von Balhorn, auf einer Wiese „Die Landwehr“. Der Baum steht nördlich des Wanderweges Habichtswaldsteig. Er ist der nördliche der drei Eichen, die jeweils etwa 50 bis 100 m auseinander stehen. Stammumfang: 5,50 m Höhe: 22 m Pflanzjahr: ca. 1855 OSM-Link zur Kartendarstellung: nördliche Eiche | Quercus robur      | 6.33.010 |
| mehr Fotos \| Fotos hochladen | 3 Eichen      | Balhorn 51° 15′ 50,4″ N, 9° 13′ 24,7″ O   | Stieleiche ca. 1 km südwestlich des Ortsrandes von Balhorn, auf einer Wiese „Die Landwehr“. Der Baum steht nördlich des Wanderweges Habichtswaldsteig. Er ist der mittlere der drei Eichen, die jeweils etwa 50 bis 100 m auseinander stehen. Auf etwa 1,5 m Höhe ist ein kräftiger Ast abgebrochen. Entstanden ist ein beachtliches Loch, das Einblick in das hohle Innere des Stammes bietet. Stammumfang: 4,85 m Höhe: 22 m Pflanzjahr: ca. 1855 OSM-Link zur Kartendarstellung: mittlere Eiche | Quercus robur      | 6.33.010 |
| mehr Fotos \| Fotos hochladen | 3 Eichen      | Balhorn 51° 15′ 46,7″ N, 9° 13′ 26,1″ O   | Stieleiche ca. 1 km südwestlich des Ortsrandes von Balhorn, auf einer Wiese „Die Landwehr“. Der Baum steht nördlich des Wanderweges Habichtswaldsteig. Er ist der südliche der drei Eichen, die jeweils etwa 50 bis 100 m auseinander stehen. Stammumfang: 5,30 m Höhe: 22 m Pflanzjahr: ca. 1855 OSM-Link zur Kartendarstellung: südliche Eiche | Quercus robur      | 6.33.010 |
| mehr Fotos \| Fotos hochladen | 1 Eiche       | Balhorn 51° 16′ 11,5″ N, 9° 13′ 5″ O      | Stieleiche ca. 1 km westlich des Ortsrandes von Balhorn. Der Baum steht am Rande eines Feldes. Östlich davon liegt das Feldgehölz Am Bodenweg. Stammumfang: 4,45 m Höhe: 23 m Pflanzjahr: ca. 1885 OSM-Link zur Kartendarstellung: Eiche „Am Bodenweg“ | Quercus robur      | 6.33.011 |
| mehr Fotos \| Fotos hochladen | 1 Linde       | Balhorn 51° 16′ 58,9″ N, 9° 13′ 10″ O     | Winterlinde ca. 1 km nordwestlich des Ortsrandes von Balhorn. Standort ist eine Wiese „Hinter´m Lindchen“, benannte nach dem naheliegenden Waldstück Lindchen. Heute ist dort der südöstliche Rand eines in den letzten Jahren errichteten Windparks. Die Linde fiel Anfang 2022. Stammumfang: 2,25 m Höhe: 17 m Pflanzjahr: ca. 1925 OSM-Link zur Kartendarstellung: Ehemalige Linde beim Windpark | Tilia cordata      | 6.33.012 |
| mehr Fotos \| Fotos hochladen | 1 Eiche       | Balhorn 51° 16′ 23,6″ N, 9° 14′ 10,6″ O   | Stieleiche in der Ortsmitte von Balhorn. Der Baum steht südlich der Kirche, auf einer Wiese in einem privaten Garten. Stammumfang: 3,60 m Höhe: 20 m Pflanzjahr: ca. 1855 OSM-Link zur Kartendarstellung: Eiche in Balhorn | Quercus robur      | 6.33.013 |
| mehr Fotos \| Fotos hochladen | 1 Linde       | Balhorn 51° 16′ 31,5″ N, 9° 14′ 3,3″ O    | Winterlinde am nordwestlichen Ortsrand von Balhorn.Der Baum markierte eindrucksvoll den südlichen Zugang zum alten Friedhof. Die Linde brach im Herbst 2021, nur ein ca. 2,5 m hoher Stammrest ist noch vorhanden. Stammumfang: 4,20 m Höhe: 22 m Pflanzjahr: ca. 1885 OSM-Link zur Kartendarstellung: Linde am alten Friedhof von Balhorn | Tilia cordata      | 6.33.014 |
| mehr Fotos \| Fotos hochladen | 1 Eiche       | Merxhausen 51° 14′ 7,3″ N, 9° 15′ 31,1″ O | Stieleiche ca. 500 m nördlich des Ortsrandes von Merxhausen, direkt südlich des Ortsrandes von Sand. Der Baum steht im Wald östlich der „Merxhäuser Straße“, der L 3220 nach Merxhausen. Der Stamm zeigt einen deutlichen Spalt von der Wurzel aufwärts. Richtung Krone wurden Äste unschön per Sägeschnitt gekappt. Stammumfang: 5,60 m Höhe: 28 m Pflanzjahr: ca. 1705 OSM-Link zur Kartendarstellung: Eiche zwischen Merxhausen und Sand | Quercus robur      | 6.33.015 |
| mehr Fotos \| Fotos hochladen | 3 Linden      | Riede 51° 12′ 28,8″ N, 9° 15′ 6″ O        | Sommerlinden am westlichen Ortsrand von Riede. Der Standort liegt unmittelbar südlich des Schlosspark Riede, nur 100 m nordöstlich der Linden steht dort im Park die als Naturdenkmal 6.33.017 geschützte Eibe (s. u.). Die 3 Linden flankieren den Weg zum Berg Klauskopf und dem Wanderparkplatz Riede. Zwei Bäume stehen nördlich und ein Baum südlich des Weges. Die beiden östlichen der 3 Linden haben in der Vergangenheit ihre Krone verloren und erreichen nur noch etwa die halbe Höhe des westlichen Baumes. Stammumfang westliche Linde: 4,30 m Stammumfang nordöstliche Linde: 3,85 m Höhe: bis 24 m Pflanzjahr: ca. 1885 OSM-Links zur Kartendarstellung: westliche Linde in Riede, nordöstliche Linde, südöstliche Linde | Tilia platyphyllos | 6.33.016 |
| mehr Fotos \| Fotos hochladen | 1 Eibe        | Riede 51° 12′ 31,2″ N, 9° 15′ 9,5″ O      | Europäische Eibe am westlichen Ortsrand von Riede. Der Baum steht am Ostrand des Schlosspark Riede. Vor der Parkmauer, nur 100 m südwestlich der Eibe, stehen 3 als Naturdenkmal 6.33.016 geschützte Linden (s. o.). Im Jahr 1939 fand eine Exkursion der Deutschen Dendrologischen Gesellschaft (DDG) in den Schlosspark statt. Im Bericht heißt es: „In Riede [...] gabs urige Bäume. Die Eibe am Wirtschaftsgebäude hatte einen astreinen Schaft von 2 ½ m Höhe bei 285 cm Umfang und einen prächtigen Schirm von weiteren 10 m Höhe, [...]“. Das Baumalter wurde damals auf „900 Jahre“ geschätzt. Heute gehört die Eibe im Schlosspark Riede zu den Bäumen, bei denen das Alter nicht nur geschätzt, sondern wissenschaftlich bestimmt wurde (vgl. Liste der Naturdenkmale im Landkreis Kassel#Altersbestimmte Bäume). Bei einer Untersuchung im Jahr 2005 wurde ein Alter von etwa 350 Jahren festgestellt. Dieser Baum ist heute der älteste im Schlosspark Riede und eines der mächtigsten und damit ältesten Exemplare von Eiben in Deutschland. Stammumfang: 3,80 m Höhe: 12 m Pflanzjahr: ca. 1655 OSM-Link zur Kartendarstellung: Eibe im Schlosspark Riede | Taxus baccata      | 6.33.017 |
| mehr Fotos \| Fotos hochladen | 2 Eichen      | Riede 51° 13′ 12,8″ N, 9° 15′ 20,1″ O     | Stieleiche ca. 1 km nördlich des Ortsrandes von Riede, auf einer Wiese „Im Stellbach“, südlich von Merxhausen. Der Baum ist der westliche der zwei Eichen, die etwa 300 m auseinander stehen. Stammumfang: 4,55 m Höhe: 22 m Pflanzjahr: ca. 1805 OSM-Link zur Kartendarstellung: westliche der zwei Eichen nördlich von Riede | Quercus robur      | 6.33.018 |
| mehr Fotos \| Fotos hochladen | 2 Eichen      | Riede 51° 13′ 9,7″ N, 9° 15′ 34,8″ O      | Stieleiche ca. 1 km nördlich des Ortsrandes von Riede, auf einer Wiese „Im Stellbach“, südlich von Merxhausen, etwa 100 m westlich der B 450. Der Baum ist der östliche der zwei Eichen, die etwa 300 m auseinander stehen. Stammumfang: 5,70 m Höhe: 24 m Pflanzjahr: ca. 1805 OSM-Link zur Kartendarstellung: östliche der zwei Eichen nördlich von Riede | Quercus robur      | 6.33.018 |
| mehr Fotos \| Fotos hochladen | 1 Eiche       | Riede 51° 12′ 52,7″ N, 9° 15′ 5,8″ O      | Traubeneiche ca. 500 m nördlich des Ortsrandes von Riede, auf einer Wiese „Die alten Wiesenörter“. Der Baum steht etwa 50 m westlich der K 111, der Straße zwischen Riede und Elbenberg, am alten Wasserbehälter. Stammumfang: 4,30 m Höhe: 24 m Pflanzjahr: ca. 1855 OSM-Link zur Kartendarstellung: Traubeneiche | Quercus petraea    | 6.33.019 |
| mehr Fotos \| Fotos hochladen | 1 Linde       | Riede 51° 12′ 43,2″ N, 9° 15′ 6,2″ O      | Winterlinde ca. 300 m nordwestlich des Ortsrandes von Riede, direkt am Waldrand östlich des Klauskopfes. Der Baum ist um 2015 umgestürzt. Vor Ort ist (Stand 2019) nur noch der Stumpf vorhanden, sowie das Holz der Linde, zersägt am Waldboden liegend. Der Baum stand etwa 50 m südlich der Reste des Tempel der Freundschaft im historischen Schlosspark Riede. Stammumfang: 4,70 m Höhe: 22 m (im Jahr 2005) Pflanzjahr: ca. 1855 OSM-Link zur Kartendarstellung: Stumpf der Winterlinde | Tilia cordata      | 6.33.020 |
| mehr Fotos \| Fotos hochladen | 1 Eiche       | Sand 51° 15′ 38,7″ N, 9° 16′ 2,3″ O       | Traubeneiche ca. 1,2 km nordöstlich des Ortsrandes von Sand. Der Baum steht im Wald, etwa 20 m nördlich dessen Randes, in der „Tonkaute“, östlich des Erzeberges. Unweit östlich des Baumes verläuft die mit „H6“ markierte Extratour des Wanderweges Habichtswaldsteig. Der Stamm teilt sich in ca. 3 m Höhe zu einem beeindruckenden Drillingsstamm. Die drei Einzelstämme streben fast senkrecht nach oben und überragen die umgebenden Laub- und Nadelbäume. Stammumfang: 5,00 m Höhe: 30 m Pflanzjahr: ca. 1855 OSM-Link zur Kartendarstellung: Traubeneiche im Wald bei Sand | Quercus petraea    | 6.33.021 |
| mehr Fotos \| Fotos hochladen | 1 Wieseneiche | Sand 51° 15′ 24,1″ N, 9° 16′ 2,6″ O       | Stieleiche ca. 800 m nordöstlich des Ortsrandes von Sand. Standort ist der Rand einer Wiese, nordöstlich des Hügels Läuseküppel. Unweit westlich des Baumes verläuft die mit „H6“ markierte Extratour des Wanderweges Habichtswaldsteig. Die Eiche zerbrach um die Jahreswende 2020/21, gegenwärtig ist nur noch ein ca. 2,0 m hoher Stammrest vorhanden. Stammumfang: 3,90 m Höhe: 8 m Pflanzjahr: ca. 1885 OSM-Link zur Kartendarstellung: Wieseneiche bei Sand | Quercus robur      | 6.33.023 |

## Flächenhafte Naturdenkmale
| Bild           | Bezeichnung          | Ortsteil, Lage                      | Beschreibung | Nr.      |
| -------------- | -------------------- | ----------------------------------- | --- | -------- |
| weitere Bilder | Basaltkuppe Erzeberg | Sand 51° 15′ 36,4″ N, 9° 15′ 9,8″ O | Basalt-Kegel mit Basaltschuttfläche nördlich von Sand, westlich des Gipfels des Erzeberges. An der Nordflanke des Berges führt der regionale Wanderweg E10 am Naturdenkmal vorbei, die Basaltkuppe selbst ist nicht durch Wege erschlossen. Der Naturdenkmalstatus besteht seit 2005. Fläche: ca. 0,42 ha OSM-Link zur Kartendarstellung: Basaltkuppe Erzeberg | 6.33.024 |

## Belege
1. ↑  Nach dem amtlichen Kataster der Unteren Naturschutzbehörde des Landkreises Kassel und vor Ort Recherche 2016 - Juni 2017.
2. ↑  Messung 2020-12-04 in h=1,30 m
3. 1 2 3 4 5 6 7 8 9 10 11 12 13 14 15 16  Angaben zu Stammumfang (sofern keine eigene Messung), Größe und Pflanzjahr nach Rüdiger Germeroth, Horst Koenies, Reiner Kunz: Natürliches Kulturgut - Vergangenheit und Zukunft der Naturdenkmale im Landkreis Kassel, Herausgeber: Kreisausschuss des Landkreises Kassel, Untere Naturschutzbehörde, Wolfhagen, 2005, Anhang "Bäume" S. 186 ff. Das Pflanzjahr wurde über das dort geschätzte Alter und das Erscheinungsjahr (2005) der Publikation zurückgerechnet.
4. ↑  Messung 2020-12-04 in h=1,30 m
5. ↑  Messung 2020-12-04 in h=1,30 m
6. ↑  Messung 2022-04-10 in h=1,30 m
7. ↑  Messung 2020-11-13 in h=1,30 m
8. ↑  Messung 2017-05-14 in h=1,30 m
9. ↑  Messung 2019-10-06 in h=1,30 m
10. ↑  Messung 2019-10-06 in h=1,30 m
11. ↑  Absatz und Zitat nach Volker André Bouffier: Der bemerkenswerte Baumbestand im Schlosspark Riede, in: Verein zur Förderung des Schlosses in Riede e.V. (Hrsg.): Landschaftsgärten - Gartenlandschaften Schloss und Dorf Riede, Bad Emstal - Riede, 2017, S. 26–39
12. ↑  vgl. Volker André Bouffier: Der bemerkenswerte Baumbestand im Schlosspark Riede, in: Verein zur Förderung des Schlosses in Riede e.V. (Hrsg.): Landschaftsgärten - Gartenlandschaften Schloss und Dorf Riede, Bad Emstal - Riede, 2017, S. 30
13. ↑  Messung 2019-07-06 in h=1,30 m
14. ↑  Messung 2020-11-22 in h=1,30 m
15. ↑  Messung 2020-11-22 in h=1,30 m
16. ↑  Messung 2020-04-15 in h=1,30 m
17. ↑  Angaben nach Rüdiger Germeroth, Horst Koenies, Reiner Kunz: Natürliches Kulturgut - Vergangenheit und Zukunft der Naturdenkmale im Landkreis Kassel, Herausgeber: Kreisausschuss des Landkreises Kassel, Untere Naturschutzbehörde, Wolfhagen, 2005, Anhang "Flächenhafte Naturdenkmale" S. 162 ff.

- Karte mit allen Koordinaten:
- OSM |
- WikiMap